# Đặng Tiệp
Đặng Tiệp (phồn thể: 鄧倢, giản thể: 邓婕, bính âm: Dèng Jié; sinh ngày 22 tháng 10 năm 1957 tại Thành Đô, Tứ Xuyên) là một nữ diễn viên Trung Quốc.
Đặng Tiệp được biết đến nhiều với các vai diễn Vương Hy Phượng trong phim truyền hình Hồng Lâu Mộng 1987, vợ của Lưu gù trong Tể tướng Lưu gù. Bà là vợ của diễn viên Trương Quốc Lập.

## Sự nghiệp
Đặng Tiệp sinh ở Thành Đô, tỉnh Tứ Xuyên. Cha mẹ bà đều là những diễn viên của Nhà hát Tứ Xuyên. Từ nhỏ, Đặng Tiệp đã tham gia các hoạt động văn nghệ địa phương và theo nghiệp diễn của cha mẹ khi trưởng thành. Bà tốt nghiệp Trường Trung học Cầu Tinh Trùng Khánh. Năm 1973, bà được nhận vào Học viện kịch Tứ Xuyên. Sau khi tốt nghiệp năm 1978, Đặng Tiệp được nhận vào Kịch viện Tứ Xuyên.
Đặng Tiệp thường tham gia các bộ phim cổ trang. Năm 1984, bà được đoàn làm phim Hồng lâu mộng chọn vào vai Vương Hy Phượng, một phụ nữ sắc sảo, nhạy bén, mặc dù không có ngoại hình nổi trội. Với vai diễn này, năm 1987, Đặng Tiệp được trao giải "Chim ưng bạc" cho Nữ diễn viên phụ xuất sắc nhất trong Liên hoan truyền hình lần thứ 4, giải thưởng Nữ diễn viên phụ xuất sắc nhất liên hoan truyền hình "Phi Thiên".
Năm 1992, Đặng Tiệp và chồng là Trương Quốc Lập được mời tham gia Tể tướng Lưu Gù. Bà vào vai vợ của tể tướng Lưu gù. Bộ phim này gây tiếng vang lớn, giúp cho tên tuổi của cả hai từ ít người biết đến bỗng trở nên nổi tiếng. Với vai Lưu phu nhân, Đặng Tiệp một lần nữa được vinh danh, giành giải "Chim ưng vàng" cho Nữ diễn viên phụ xuất sắc nhất trong Liên hoan truyền hình đại chúng lần thứ 14.
Sau thành công của Tể tướng Lưu Gù, bà đóng tiếp phim Khang Hy vi hành. Những năm sau đó, Đặng Tiệp cũng thường xuyên xuất hiện trên màn ảnh nhỏ với các bộ phim như Trường Anh tại thủ, Bố Y tri huyện Phạm Như Hoa..., một số phim do Trương Quốc Lập đạo diễn như Tế Công tân truyện, Song long hội. Đồng thời, Đặng Tiệp còn thử sức trong vai trò nhà sản xuất phim như trong Long phi long phượng phi phượng.
Khi chồng có chỗ đứng trong giới phim ảnh, Đặng Tiệp rút lui khỏi phim trường để làm hậu phương cho chồng.

## Phim

### Phim truyền hình
- Năm 1983: Xuyên kịch Hồng Nương
- Năm 1984: Mật mã một hữu tiết lộ, Nhiêu thiêu đích lộ
- Năm 1987: Hồng lâu mộng, Trường Thành cố sự
- Năm 1988: Tử thủy vi lan
- Năm 1990: Ngự Hà kiều, Trần Nghị tam tiến Thái Châu thành
- Năm 1991: Chỉ thánh truyền kỳ
- Năm 1992: Hiếu nữ tâm, Việt quá vũ quý
- Năm 1994: Tể tướng Lưu Gù, Chân tình khúc
- Năm 1996: Kim Dung gia
- Năm 1997: Từ Hy tây hành, Nữ công tình thoại
- Năm 1998: Minh cảnh cao huyền, Trương thiên hữu lệ, Khang Hy vi hành I
- Năm 1999: Khang Hy vi hành II
- Năm 2000: Khang Hy vi hành III
- Năm 2001: Trường Anh tại thủ
- Năm 2002: Ngã dã nhất bối tử, Khang Hy vi hành IV
- Năm 2003: Bố Y tri huyện Phạm Như Hoa, Song long hội (còn có tên là Bố Y thiên tử)
- Năm 2004: Hương hoa hòe tháng năm, Tống Liên Sinh tọa đường
- Năm 2005: Long phi long phượng phi phượng, Tế Công tân truyện
- Năm 2006: Thân huynh nhiệt đệ

### Phim điện ảnh
- Năm 1987: Tùng tán can bố, Thư kiếm ân cừu lục
- Năm 1989: Nữ tặc

## Giải thưởng
- Năm 1987: Giải thưởng Kim Ưng, giải thưởng Phi Thiên và giải liên hoan phim Kim kê bách hoa cho nữ diễn viên phụ xuất sắc nhất trong phim Hồng lâu mộng 1987[2][3]
- Năm 1996: Giải thưởng Kim Ưng cho nữ diễn viên phụ xuất sắc nhất trong phim Tể tướng Lưu Gù[3]

## Đời tư
Đặng Tiệp có hai đời chồng. Người chồng đầu tiên họ Trương (sinh 1955), làm việc tại xưởng điện ảnh. Năm 1980 hai người cưới nhau. Năm 1984 chồng bà chủ động đề nghị ly hôn vì gặp khó khăn trong sự nghiệp, cảm thấy là gánh nặng cho vợ.
Năm 1988 Đặng Tiệp gặp Trương Quốc Lập trong bộ phim Tử thủy vi lan và nảy sinh tình cảm. Hai người lấy nhau năm 1989, chỉ đăng ký kết hôn mà không tổ chức đám cưới vì lý do kinh tế. Họ không có con chung, nhận nuôi hai con nuôi. Ngoài ra Trương Quốc Lập có một con trai riêng từ cuộc hôn nhân đầu tiên.